# Hypocala hillii
Hypocala hillii är en fjärilsart som beskrevs av Joseph Albert Lintner 1878. Hypocala hillii ingår i släktet Hypocala och familjen nattflyn. Inga underarter finns listade i Catalogue of Life.